# Dalby, Orusts kommun
Dalby är en bebyggelse i Röra socken Orusts kommun i Bohuslän. Bebyggelse i södra delen av Dalby var före 2015 avgränsad till en småort namnsatt till Dalby (östra delen) av SCB, för att därefter räknas som en del av tätorten Henån.